# 伊斑
伊斑（1961年7月1日—），越南当代女作家，本名范氏春班（Phạm Thị Xuân Ban）。
伊斑生于宁平省，毕业于河内大学医科，现为《教育与时代报》记者。主要作品有《有魔力的女人》（1983）、《黑夜里出生的女人》（1993，获河内出版社河内题材竞赛二等奖）。其作品主要描写下层人士的爱情，具有浓厚的乡村风味。